# Evan Brophey
Evan Brophey (* 3. Dezember 1986 in Kitchener, Ontario) ist ein kanadischer Eishockeyspieler, der seit 2018 beim HC Košice in der slowakischen Extraliga unter Vertrag steht.

## Karriere
Brophey begann seine Karriere in der Saison 2001/02 bei den Waterloo Siskins in der Juniorenliga MWJHL. Ab der darauffolgenden Spielzeit lief der Angreifer für die Barrie Colts, die ihn in der zweiten Runde der OHL Priority Selection als insgesamt 37 Spieler gedraftet hatten, in der Ontario Hockey League auf, ehe er während der laufenden Saison 2004/05 zum Ligakonkurrenten Belleville Bulls wechselte. Nach einer Zwischenstation bei einem weiteren OHL-Klub, den Plymouth Whalers, nahmen ihn im Mai 2007 die Chicago Blackhawks aus der National Hockey League unter Vertrag. Die Blackhawks hatten den Kanadier zuvor im Rahmen des NHL Drafts im Jahr 2005 in der dritten Runde gedraftet. Brophey wurde jedoch zunächst ohne einen NHL-Einsatz in das Farmteam Rockford IceHogs in die American Hockey League abgegeben.
Am 3. Oktober 2010 bestritt der Stürmer dann sein erstes NHL-Spiel für die Blackhawks, ehe er nach diesem Einsatz erneut ins AHL-Team geschickt wurde. Zur Saison 2010/11 verpflichteten ihn schließlich die Organisation der Colorado Avalanche für ein Jahr, jedoch konnte er auch dort lediglich vier Einsätze in der NHL absolvieren, die meiste Zeit verbrachte er wie bereits zuvor beim AHL-Farmteam, den Lake Erie Monsters. Im Oktober 2012 wechselte Brophey zu den Portland Pirates.
Zur Saison 2013/14 wechselte der Linksschütze nach Europa und unterschrieb beim österreichischen EBEL-Klub EC Red Bull Salzburg. Im Sommer 2014 wurde der Kanadier zum EHC Red Bull München in die Deutsche Eishockey Liga transferiert, wo er in der Saison 2014/15 mit der Rückennummer 47 auflief. In der Saison 2014/15 war Brophey oft verletzt, so konnte er für München nur 28 Saisonspiele (5 Tore, 12 Assists) absolvieren und war auch in den Play-offs nicht einsatzfähig. Da er in den Planungen für die nächste Saison bei Münchens Coach Don Jackson keine Berücksichtigung mehr fand, wechselte er für die Saison 2015/16 wieder in die höchste Spielklasse Österreichs zu den EC Graz 99ers.

## Erfolge und Auszeichnungen
- 2005 Teilnahme am CHL Top Prospects Game
- 2007 J.-Ross-Robertson-Cup-Gewinn mit den Plymouth Whalers

## Karrierestatistik
(Legende zur Spielerstatistik: Sp oder GP = absolvierte Spiele; T oder G = erzielte Tore; V oder A = erzielte Assists; Pkt oder Pts = erzielte Scorerpunkte; SM oder PIM = erhaltene Strafminuten; +/− = Plus/Minus-Bilanz; PP = erzielte Überzahltore; SH = erzielte Unterzahltore; GW = erzielte Siegtore; 1 Play-downs/Relegation; Kursiv: Statistik nicht vollständig)